# 馬穆克
馬穆克（?-1498/1499），又稱馬穆克·穆罕默德，喀山汗國兼西伯利亞汗國可汗，1495年至1497年為喀山可汗。
在其兄西伯利亞汗國可汗伊巴克被殺後，他離開秋明轉移至喀什里克。1495年他帶領由秋明人和諾蓋人組成的軍隊進入喀山，同年由於該汗國哈剌赤貴族的支持而佔領喀山稱汗。他掙扎著對抗當地貴族試圖集中權力，但因俄羅斯人可能干涉後離開，他在回家途中死去，時間大約是1497或1498年。
| 前任者： 穆罕默德·阿明汗 | 喀山汗國君主 1495年–1497年                    | 繼任者： 阿卜杜拉蒂夫 |
| 前任者： 伊巴克汗        | 西伯利亞汗國君主 （昔班王朝系） 1495年–1496年 | 繼任者： 穆爾塔咱汗   |